# Dieter Bormkessel
Dieter Bormkessel (7 de Agosto de 1920) foi um comandante de U-Boot que serviu na Kriegsmarine durante a Segunda Guerra Mundial.

## Carreira
Dieter Bormkessel iniciou a sua carreira militar ao ingressar na marinha de guerra alemã no ano de 1939. Assumiu o comando do U-2332 no dia 13 de novembro de 1944, permanecendo no comando deste até o mês de abril de 1945. O U-2332 foi afundado em Hamburgo no dia 3 de maio de 1945.

### Patentes
| Offiziersanwärter    | 1 de dezembro de 1939 |
| Fähnrich zur See     | 1 de novembro de 1940 |
| Oberfähnrich zur See | 1 de novembro de 1941 |
| Leutnant zur See     | 1 de maio de 1942     |
| Oberleutnant zur See | 1 de dezembro de 1943 |

### Condecorações
| Cruz de Ferro 2ª Classe            | 2 de maio de 1941    |
| Distintivo de Guerra U-Boot (1939) | 26 de agosto de 1941 |
| Cruz de Ferro 1ª Classe            | 1943                 |
| Distintivo do Fronte U-Boot        | 1944                 |